# Epika
Epika, také nazývaná výpravná literatura nebo narativní literatura, je literární druh. Je založena na ději, vyprávění příběhu. Příběh v tomto smyslu znamená záznam událostí v čase, řadu kauzálně spojených prvků. Epika bývá vymezována vůči lyrice a dramatu. Od lyriky se liší tím, že je syžetová (má dějové schéma). Od dramatu, které je rovněž syžetovým literárním druhem, se odlišuje tím, že je vyprávěná, nikoliv inscenovaná. Je taktéž možné vycházet z předpokladu, že epika je žánrem objektivním, na rozdíl od subjektivní lyriky: zatímco v lyrice subjekt tematizuje sám sebe, v epických textech zprostředkovává objekty, o nichž se vypráví.
Mezi epické žánry patří například román, novela, povídka, epos, pohádka, ale také epická poezie nebo anekdota a další. Pod epiku se řadí velké množství žánrů a neustále vznikají nové, v současnosti se jedná o nejoblíbenější literární druh. Existují rovněž žánry lyrickoepické, na pomezí dvou literárních druhů. Patří mezi ně například balada, romance nebo idyla.

## Charakterizace epiky
Již Aristotelés ve své Poetice naznačuje dnešní dělení, když uvažuje o dramatu (tragédii a komedii) a hexametrické epické poezii, přičemž krátce zmiňuje také dithyrambické básnictví, které bychom mohli zařadit pod lyriku. V současnosti obecně přijímaná triáda (epika, lyrika a drama) byla nicméně v této své podobě ustálena teprve na konci 18. století v Německu. V průběhu historie se pak objevily různé další pokusy o vymezení či charakterizaci těchto literárních druhů.
Literární vědec Emil Staiger spojuje v eseji Základní pojmy poetiky (1946) epický styl (epično) s představováním, lyrický styl (lyrično) s rozpomínáním a dramatický styl (dramatično) s napětím. Uvádí však, že každé pravé literární dílo se na všech třech druhových ideách různou podílí různou měrou, a neexistuje tedy ryze epický, lyrický nebo dramatický text. Na příkladu Homéra a starořeckého básnictví upozorňuje na určité charakteristické rysy epického stylu v poezii. Jsou jimi podle něj stejnoměrnost a rovnováha (dodržování jednoho ustáleného metra), odstup vypravěče od dění, odkazování či ukazování něčeho (znázorňování určitých věcí jazykovými prostředky), jasná narýsovanost světa čili „jasnost“ epické řeči, spřízněnost s výtvarným uměním, užívání odboček a doplňků, sledování časové posloupnosti, historičnost a také vzájemnost básníka a posluchačů.
Staigerovo opomíjení žánru románu, v moderní době klíčového, a jeho zaměření pouze na homérskou epickou poezii nicméně kritizuje německý naratolog Franz Karl Stanzel v díle Typické vyprávěcí situace románu (1955). Za klíčový aspekt epiky považuje Stanzel právě zprostředkovanost děje prostřednictvím vypravěče či reflektora.

## Dělení epiky
Jedním z možných pomocných dělení epických žánrů je rozlišování na takzvanou „velkou epiku“ (epos, román), „střední epiku“ (povídka, novela) a „malou či drobnou epiku“ (bajka, anekdota). Někdy bývá rozeznávána ještě „věcná epika“ na pomezí beletrie a publicistiky či odborné literatury (cestopis, reportáž, zpráva).